# Hornsjön, Närke
Hornsjön är en sjö i Askersunds kommun i Närke och ingår i Motala ströms huvudavrinningsområde. Sjön har en area på 0,219 kvadratkilometer och ligger 107,3 meter över havet.

## Delavrinningsområde
Hornsjön ingår i det delavrinningsområde (652854-146884) som SMHI kallar för Utloppet av Storsjön. Medelhöjden är 118 meter över havet och ytan är 56,37 kvadratkilometer. Räknas de 10 avrinningsområdena uppströms in blir den ackumulerade arean 185,44 kvadratkilometer. Emmaån (Boverkeån) som avvattnar avrinningsområdet har biflödesordning 3, vilket innebär att vattnet flödar genom totalt 3 vattendrag innan det når havet efter 85 kilometer. Avrinningsområdet består mestadels av skog (61 procent) och sankmarker (13 procent). Avrinningsområdet har 8,15 kvadratkilometer vattenytor vilket ger det en sjöprocent på 14,4 procent.